# Fekete Attila (operaénekes)
Fekete Attila (Budapest, 1973. február 17. –) Liszt Ferenc-díjas magyar operaénekes (tenor).

## Életpályája
2000-ben végzett a Liszt Ferenc Zeneművészeti Egyetemen.
1998-ban főiskolásként debütált a Magyar Állami Operaházban, ahol a Bohéméletben Parpignol, a Salome-ban az I. zsidó szerepét énekelte.
2005-ben debütált az Amerikai Egyesült Államokban, Detroitban, ahol Puccini Bohéméletének Rodolfóját énekelte. 2006 tavaszán Torontóban is nagy sikerrel mutatkozott be Bellini Normájában June Anderson partnereként.
Oratóriumok és egyéb koncertek szólistájaként számos európai, és amerikai nagyvárosban valamint fesztiválon szerepelt, többek között a toblachi Gustav Mahler Zenei Heteken.
2006 júniusában New Yorkban, a Carnegie Hallban lépett fel Cherubini Medeájának koncertszerű előadásában.
A Kodály-emlékév kiemelkedő rendezvényén Fischer Ádám vezényletével és a Magyar Rádió Szimfonikus Zenekarával a Psalmus Hungaricus tenorszólóját énekelte.

## Szerepei
- Thomas Adès: A vihar – Nápoly királya
- Vincenzo Bellini: Norma – Pollione
- Ludwig van Beethoven: Fidelio – Jacquino
- Arrigo Boito: Mefistofele – Faust
- Georg Büchner: Leonce és Léna – Leonce
- Pjotr Iljics Csajkovszkij: Anyegin – Lenszkij
- Csokonai Vitéz Mihály: Karnyóné – Lipitlotty
- Dohnányi Ernő: A tenor – Schippel
- Dohnányi Ernő: A vajda tornya – Tarján
- Erkel Ferenc: Bánk bán – Ottó
- Erkel Ferenc: Dózsa György – Dózsa György
- Erkel Ferenc: Hunyadi László – Hunyadi László
- Fekete Gyula: Excelsior! – Liszt Ferenc
- Umberto Giordano: André Chénier – André Chénier
- Charles Gounod: Faust – Faust
- Charles Gounod: Rómeó és Júlia – Rómeó
- Kodály Zoltán: Psalmus Hungaricus – Egy zsoltárénekes
- Kodály Zoltán: Székely fonó – A legény
- Ruggero Leoncavallo: Bajazzók – Canio
- Pietro Mascagni: Parasztbecsület – Turiddu
- Petrovics Emil: C’est la guerre – Szökevény
- Giacomo Puccini: A köpeny – Henri
- Giacomo Puccini: Bohémélet – Parpignol; Rodolfo
- Giacomo Puccini: Edgar – Edgar
- Giacomo Puccini: Manon Lescaut – René des Grieux
- Giacomo Puccini: Pillangókisasszony – Pinkerton
- Giacomo Puccini: Tosca – Mario Cavaradossi
- Richard Strauss: A rózsalovag – Olasz énekes
- Richard Strauss: Salome – 1. zsidó
- Richard Wagner: A bolygó hollandi – Erik
- Richard Wagner: A Rajna kincse – Froh
- Giuseppe Verdi: Aida – Radames
- Giuseppe Verdi: A szicíliai vecsernye – Arrigo
- Giuseppe Verdi: A trubadúr – Manrico
- Giuseppe Verdi: Az álarcosbál – Riccardo
- Giuseppe Verdi: Don Carlos – Don Carlos
- Giuseppe Verdi: Nabucco – Izmáel
- Giuseppe Verdi: Otello – Cassio
- Giuseppe Verdi: Requiem – Tenor szóló
- Giuseppe Verdi: Rigoletto – A mantuai hercege
- Giuseppe Verdi: Simon Boccanegra – Gabriele Adorno

## Díjai, elismerései
- Simándy József-díj (2002)
- Liszt Ferenc-díj (2006)
- Oláh Gusztáv-emlékplakett (2010)
- A Magyar Érdemrend lovagkeresztje (2020)